# Troy Brown Jr.
Troy Randall Brown Jr. (Nevada, 28 de julho de 1999) é um jogador norte-americano de basquete profissional que atualmente joga no Detroit Pistons da National Basketball Association (NBA).
Ele jogou basquete universitário na Universidade de Oregon e foi selecionado pelo Washington Wizards como a 15ª escolha geral no Draft da NBA de 2018.

## Primeiros anos
A mãe (atletismo) e o pai (basquete) de Brown competiram colegialmente na Texas A&M University-Kingsville. Sua irmã, Jada, também jogava basquete na Universidade do Kansas.

### Recrutamento
Brown Jr. foi considerado um dos melhores jogadores na classe de recrutamento de 2017 pela Scout.com, Rivals.com e ESPN. Em 7 de novembro de 2016, ele se comprometeu a jogar na Universidade de Oregon. Ele era um dos principais prospectos e continuou a manter sua reputação ao longo de sua carreira universitária.
| Nome | Cidade Natal                          | Escola/Universidade         | Altura             | Peso           | Data da revisão       |
| --- | ------------------------------------- | --------------------------- | ------------------ | -------------- | --------------------- |
| Troy Brown Jr. SF | Las Vegas, NV                         | Centennial High School (NV) | 6 ft 7 in (2.01 m) | 210 lb (95 kg) | 7 de Novembro de 2016 |
| Troy Brown Jr. SF | Recrutamento: Scout: 247sports: ESPN: |                             |                    |                |                       |
| Classificação geral de novatos: Rivals: 13º \| 247sports: 13º \| ESPN: 15º |                                       |                             |                    |                |                       |
| - Nota : Em muitos casos, Scout, Rivals, 247Sports e ESPN podem entrar em conflito em suas listas de altura e peso, nestes casos, a média foi obtida. - Nota: A ESPN mede os calouros numa escala de 0 a 100. - Fonte: |                                       |                             |                    |                |                       |

## Carreira universitária
Em 10 de novembro de 2017, Brown fez sua estreia universitária marcando 18 pontos na vitória contra Coppin State University. Três dias depois, ele registrou 17 pontos, 9 rebotes e 4 assistências na vitória sobre Prairie View A&M University. Em 8 de dezembro, Brown fez seu primeiro duplo-duplo da temporada ao registrar 12 pontos e 10 rebotes na vitória contra Colorado State University. Três dias depois, ele registrou 12 rebotes e 10 pontos na vitória contra Texas Southern University. Em 13 de dezembro, Brown quase registrou um triplo-duplo com 10 pontos, 10 rebotes e 9 assistências na vitória sobre Portland State University. Na véspera de Ano Novo, ele marcou 21 pontos em uma vitória contra a Universidade do Colorado. Em 18 de fevereiro de 2018, ele marcou 21 pontos na vitória contra a Universidade de Washington. Por causa de seu sucesso imediato com Oregon, após o final de sua temporada de calouro, Brown declarou sua entrada para o Draft da NBA de 2018.
Ele jogou em 35 jogos por Oregon e teve médias de 11,3 pontos, 6,2 rebotes e 3,2 assistências em 31,2 minutos. O principal reboteiro de Oregon, Brown também foi o segundo da equipe em assistências e acertou 44,4% dos seus arremessos, 29,1% da linha de três pontos e 74,3% na linha de lance livre.

## Carreira profissional

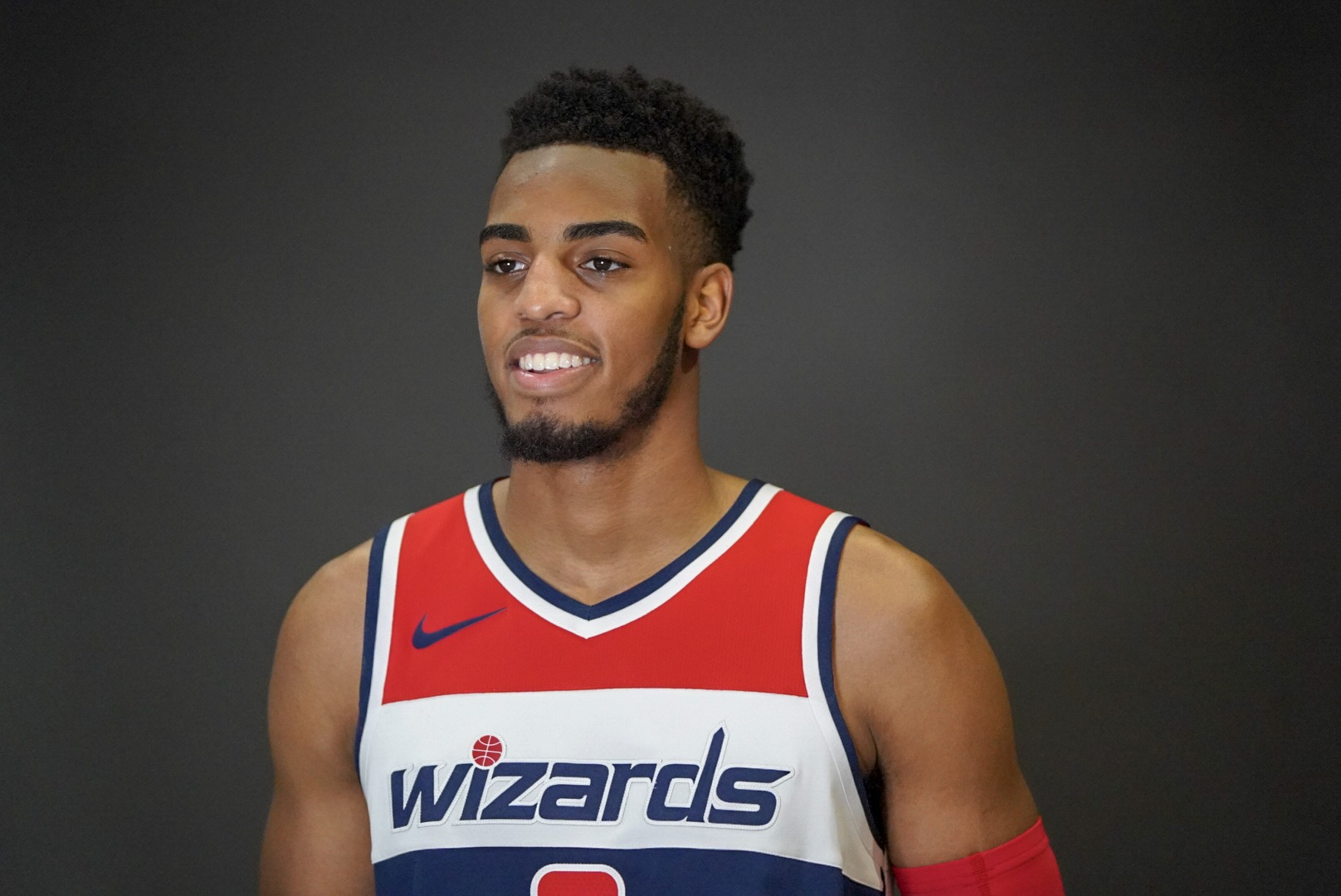
Troy Brown Jr. em 2018

### Washington Wizard (2018-2021)
Em 21 de junho de 2018, Brown foi selecionado pelo Washington Wizards como a 15ª escolha geral no Draft da NBA de 2018. Em sua primeira temporada, ele jogou em 52 jogos, sendo titular em 10 deles, e teve médias de 4.8 pontos, 2.8 rebotes e 1.5 assistências.
Em seu período com a franquia, Brown manteve médias de 6.5 pontos, 3.8 rebotes, 1.7 assinstência e 40,83% de aproveitamento nos arremessos de quadra

### Chicago Bulls (2021-2022)
Em 25 de março de 2021, Brown foi negociado com o Chicago Bulls em uma troca de três equipes que também envolveu o Boston Celtics. Em seu período com a franquia do Chicago Bulls o ala obteve médias de 4.9 pontos, 3.3 rebotes, 0.9 assistência e 47,3% de aproveitamento em seus arremessos de quadra.

### Los Angeles Lakers (2022-2023)
Na temporada 2022-23 da National Basketball Association, Troy Brown Jr. jogou pelo time do Los Angeles Lakers. Pela franquia de Los Angeles Brown anotou médias de 7.1 pontos, 4.1 rebotes, 1.3 assistência e 43% de aproveitamento nos arremessos de quadra.

### Minnesota Timberwolves (2023–2024)
Em 9 de julho de 2023, Brown assinou um contrato de 2 anos e US$8 milhões com o Minnesota Timberwolves.

### Detroit Pistons (2024–Presente)
Em 7 de fevereiro de 2024, Brown foi trocado, juntamente com Shake Milton e uma escolha de segunda rodada de 2030, em troca de Monté Morris.

## Outros trabalhos
Brown estreou um Vlog intitulado "Life Outside the NBA" em 7 de outubro de 2020 na Basketballnews.com Network. Ele também é redator do site que cobre vários tópicos dentro e fora das quadras.

## Estatísticas

### NBA

#### Temporada regular
| Ano      | Equipe     | PJ  | PT | MPJ  | AP   | 3P   | LL   | RT  | AS  | BR  | TO | PPJ  |
| -------- | ---------- | --- | -- | ---- | ---- | ---- | ---- | --- | --- | --- | -- | ---- |
| 2018–19  | Washington | 52  | 10 | 14.0 | .415 | .319 | .681 | 2.8 | 1.5 | .4  | .1 | 4.8  |
| 2019–20  | Washington | 69  | 22 | 25.2 | .439 | .341 | .784 | 5.6 | 2.6 | 1.2 | .1 | 10.4 |
| 2020–21  | Washington | 21  | 0  | 13.7 | .371 | .304 | .667 | 2.9 | .9  | .1  | .2 | 4.3  |
| 2020–21  | Chicago    | 13  | 0  | 18.2 | .527 | .333 | .833 | 3.4 | .8  | .5  | .2 | 5.5  |
| 2021-22  | Chicago    | 66  | 7  | 16   | .419 | .353 | .769 | 3.1 | 1.0 | .5  | .1 | 4.3  |
| 2022-23  | LA Lakers  | 76  | 45 | 24.5 | .430 | .381 | .872 | 4.1 | 1.3 | .8  | .2 | 7.1  |
| 2023–24  | Minnesota  | 37  | 3  | 11.1 | .441 | .369 | .864 | 1.9 | .9  | .2  | .1 | 4.2  |
| 2023–24  | Detroit    | 22  | 12 | 18.9 | .296 | .281 | .867 | 3.3 | 1.1 | .7  | .0 | 4.2  |
| Carreira | Carreira   | 356 | 99 | 17.7 | .417 | .335 | .792 | 3.3 | 1.2 | .5  | .1 | 5.6  |

#### Play-In
| Ano  | Equipe      | PJ | PT | MPJ  | AP   | 3P   | LL | RT  | AS  | BR  | TO | PPJ |
| ---- | ----------- | -- | -- | ---- | ---- | ---- | -- | --- | --- | --- | -- | --- |
| 2023 | L.A. Lakers | 1  | 0  | 17.0 | .200 | .000 | –  | 4.0 | 2.0 | 2.0 | .0 | 2.0 |

#### Playoffs
| Ano      | Equipe      | PJ | PT | MPJ  | AP   | 3P   | LL | RT  | AS  | BR | TO | PPJ |
| -------- | ----------- | -- | -- | ---- | ---- | ---- | -- | --- | --- | -- | -- | --- |
| 2022     | Chicago     | 3  | 0  | 12.3 | .294 | .182 | —  | 2.7 | 1.0 | .7 | .0 | 4.0 |
| 2023     | L.A. Lakers | 12 | 0  | 10.3 | .357 | .133 | —  | 2.0 | .9  | .2 | .1 | 1.8 |
| Carreira | Carreira    | 15 | 0  | 11.3 | .325 | .157 | —  | 2.3 | .9  | .4 | .0 | 2.9 |

### Universidade
| Ano     | Equipe | PJ | PT | MPJ  | AP   | 3P   | LL   | RT  | AS  | BR  | TO | PPJ  |
| ------- | ------ | -- | -- | ---- | ---- | ---- | ---- | --- | --- | --- | -- | ---- |
| 2017–18 | Oregon | 35 | 35 | 31.2 | .444 | .291 | .743 | 6.2 | 3.2 | 1.6 | .2 | 11.3 |